# Azorella selago
Azorella selago là một loài thực vật có hoa trong họ Hoa tán. Loài này được Hook.f. mô tả khoa học đầu tiên năm 1846.

## Hình ảnh

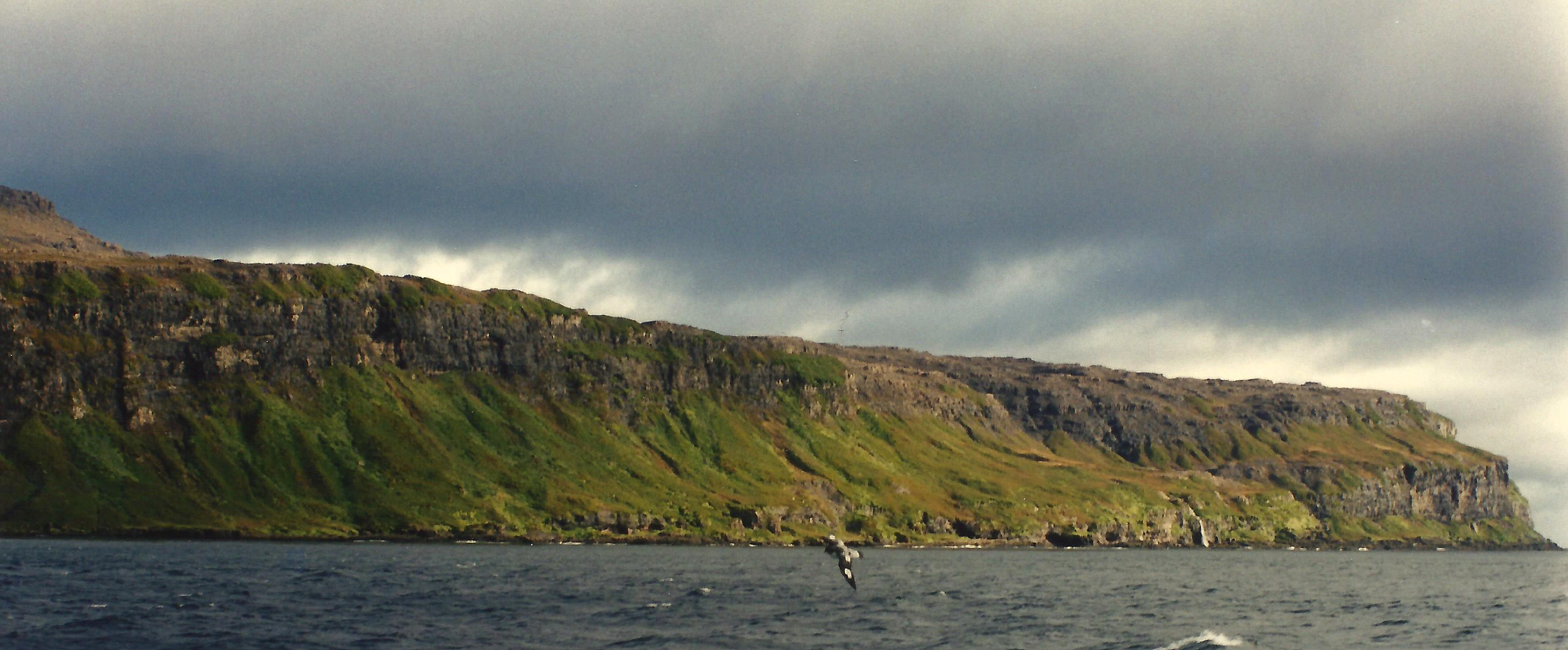
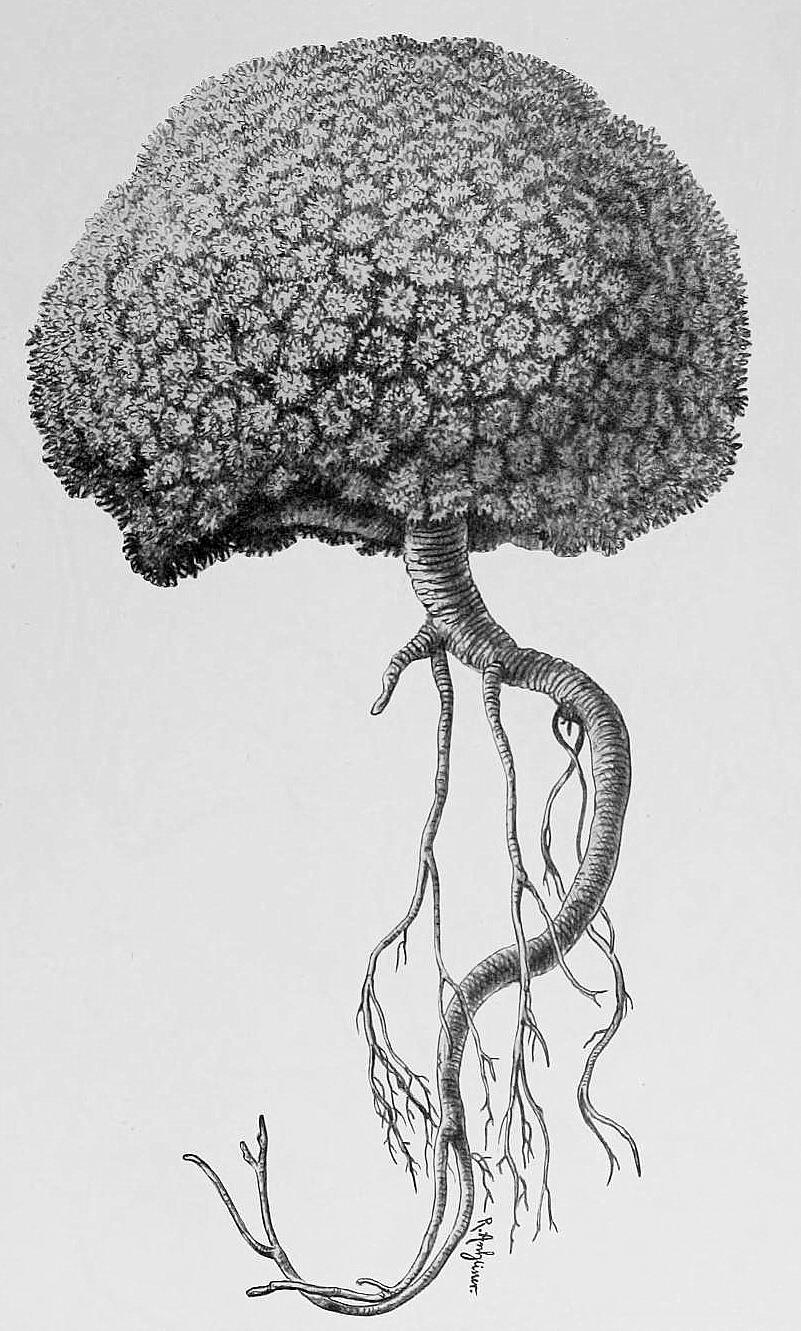
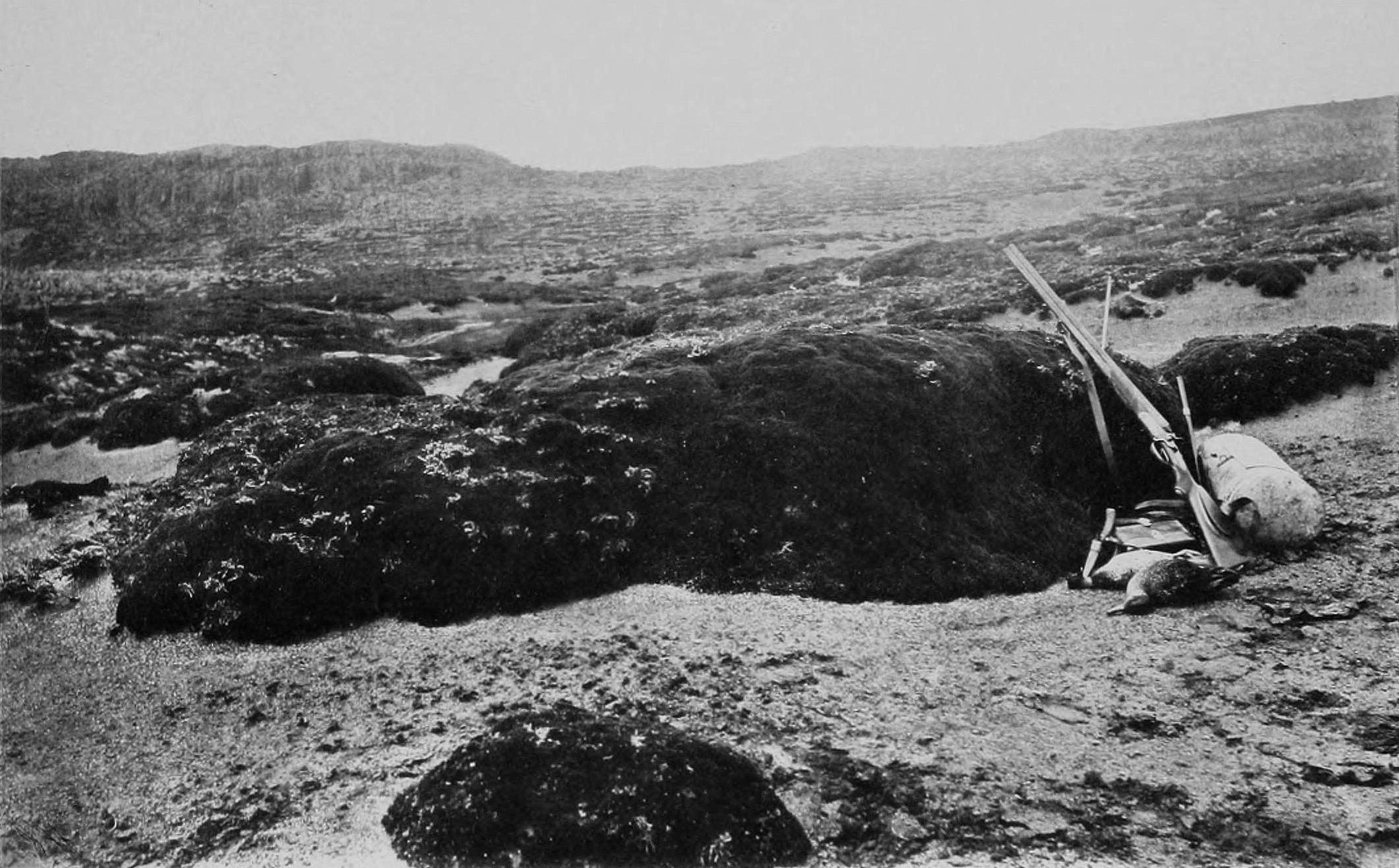